# Dianella congesta
Dianella congesta är en grästrädsväxtart som beskrevs av Robert Brown. Dianella congesta ingår i släktet Dianella och familjen grästrädsväxter. Inga underarter finns listade i Catalogue of Life.